# Halgerda indotessellata
Espèce
Halgerda indotessellata est une espèce de nudibranche du genre Halgerda et de la famille des Discodorididae.

## Répartition géographique
Cette espèce a été décrite sur la base d'un spécimen originaire du Mozambique et est présente dans l'océan indien.

## Habitat
Halgerda indotessellata se rencontre à une profondeur de 20 à 25 m.

## Description

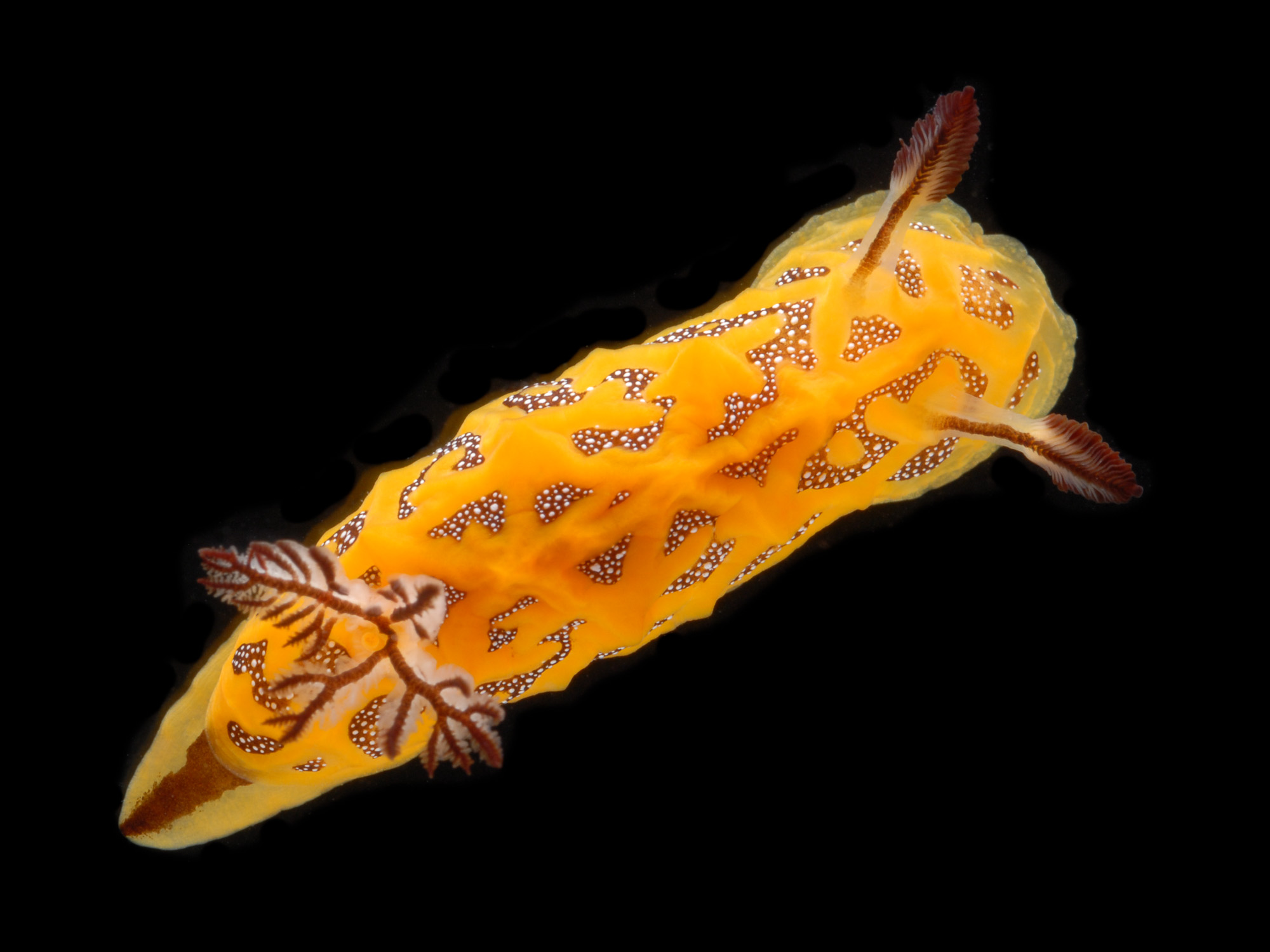
vue de dessus
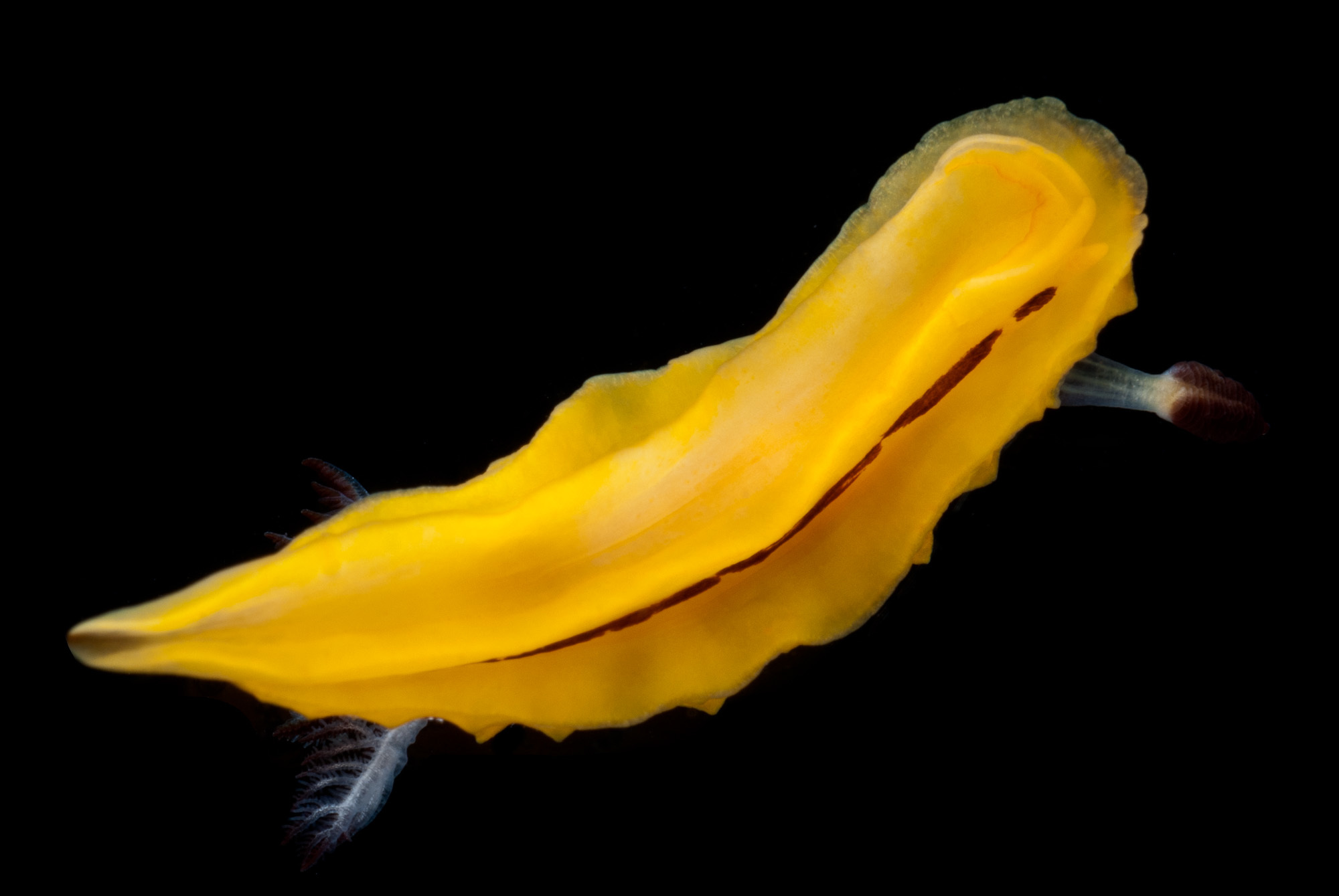
vue de dessous

## Espèce similaire
Halgerda indotessellata peut être confondue avec Halgerda tessellata.

## Publication originale
- Tibiriçá, Y., Pola, M., Cervera J.L. 2018. Systematics of the genus Halgerda Bergh, 1880 (Heterobranchia : Nudibranchia) of Mozambique with descriptions of six new species. Invertebrate Systematics, 32(6): 1388-1421.